# Libverdská vrchovina

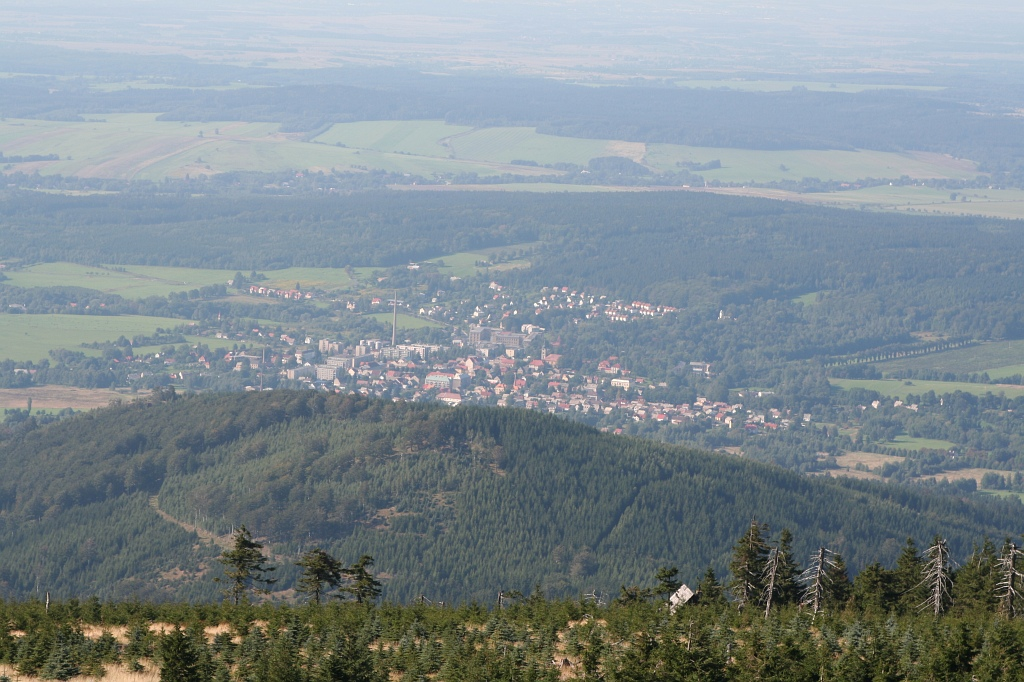
Pohled na Měděnec ze Smrku, v pozadí Nové Město pod Smrkem

Libverdská vrchovina je geomorfologický celek pojmenovaný podle obce Lázně Libverda, který ze západu a severu obepíná horu Smrk. Je součástí Smrčské hornatiny v Jizerských horách, konkrétně Vysokého Jizerského hřbetu.
Jejím nejvyšším bodem je Měděnec dosahující výšky 777 m n. m. Patří do něj též Kočičí kameny, Svinský vrch a Závorník.
| Geomorfologické členění Jizerských hor                                               | Geomorfologické členění Jizerských hor | Geomorfologické členění Jizerských hor                                                                                 |
| ------------------------------------------------------------------------------------ | -------------------------------------- | --- |
| ČESKÁ VYSOČINA • Krkonošsko-jesenická subprovincie • Krkonošská oblast               |                                        | |
| SMRČSKÁ HORNATINA                                                                    | Vysoký jizerský hřbet                  | Vlašský hřeben (Smrk, 1124 m)Libverdská vrchovina (Měděnec, 777 m)                                                     |
| JIZERSKÁ HORNATINA                                                                   | Smědavská hornatina                    | nečlení se (Jizera, 1122 m)                                                                                            |
| JIZERSKÁ HORNATINA                                                                   | Soušská hornatina                      | Střední jizerský hřeben (Věžní skály, 1018 m)Zámecký hřbet (Černý vrch, 1029 m)Milířská vrchovina (Milíře, 1002 m)     |
| JIZERSKÁ HORNATINA                                                                   | Polednická hornatina                   | Kristiánovská hornatina (Dlouhá seč, 967 m) Olivetská hornatina (Olivetská hora, 886 m)                                |
| JIZERSKÁ HORNATINA                                                                   | Bedřichovská vrchovina                 | Antonínovská vrchovina (Mariánská hora, 874 m) Rudolfovská vrchovina (Maliník, 827 m)                                  |
| JIZERSKÁ HORNATINA                                                                   | Tanvaldská vrchovina                   | Desenská vrchovina (Desenský hřeben, 908 m) Lučanská vrchovina (Špičák, 812 m) Loučenská vrchovina (Dračí vrch, 676 m) |
| JIZERSKÁ HORNATINA                                                                   | Oldřichovská vrchovina                 | nečlení se (Špičák, 724 m)                                                                                             |
| JIZERSKÁ HORNATINA                                                                   | Černostudnická hornatina               | Černostudnický hřbet (Černá studnice, 872 m) Příchovický hřbet (bezejmenný, 799 m)                                     |
| JIZERSKÁ HORNATINA                                                                   | Maršovická vrchovina                   | nečlení se (Maršovický vrch, 743 m)                                                                                    |
| JIZERSKÁ HORNATINA                                                                   | Albrechtická vrchovina                 | nečlení se (Kančí vrch, 680 m)                                                                                         |
| PROVINCIE • Subprovincie • Oblast / Celek / PODCELEK • Okrsek • Podokrsek • (vrchol) |                                        | |